# III liga polska w piłce nożnej, grupa podlasko-warmińsko-mazurska (2012/2013)
III liga, grupa podlasko-warmińsko-mazurska, sezon 2012/2013 – 5. edycja rozgrywek czwartego poziomu ligowego piłki nożnej mężczyzn w Polsce po reorganizacji lig w 2008 roku. Bierze w niej udział 16 drużyn z województwa podlaskiego i województwa warmińsko-mazurskiego. Walczą one o miejsce premiowane awansem do grupy wschodniej II ligi. Ostatnie zespoły spadają odpowiednio do grup: podlaskiej i warmińsko-mazurskiej IV ligi. Opiekunem ligi jest Podlaski Związek Piłki Nożnej. 
Sezon ligowy rozpoczął się w 11 sierpnia 2012 roku, a ostatnie mecze rozegrane zostaną w czerwcu 2013 roku.

## Zasady rozgrywek
Zmagania w lidze toczą się systemem kołowym w dwóch rundach – jesiennej i wiosennej. Każda z drużyn rozgrywa z pozostałymi po 2 mecze. Zwycięzca otrzymuje automatyczny awans do II ligi (grupa wschodnia). Do ligi awansuje mistrz i wicemistrz IV ligi z grupy podlaskiej oraz mistrz i wicemistrz IV ligi z grupy warmińsko-mazurskiej. Drużyny, które po zakończeniu rozgrywek zajmą w tabeli odpowiednio 14, 15 i 16 miejsce, spadają do właściwej terytorialnie IV ligi i będą w kolejnym sezonie występować w IV lidze. Liczba drużyn spadających z III ligi ulega zwiększeniu o liczbę drużyn, które spadną z II ligi zgodnie z przynależnością terytorialną do Podlaskiego lub Warmińsko-Mazurskiego ZPN.
Drużyna, które zrezygnuje z uczestnictwa w rozgrywkach, degradowana jest o 2 klasy rozgrywkowe i przenoszona na ostatnie miejsce w tabeli (jeśli rozegrała przynajmniej 50% spotkań sezonu; wtedy mecze nierozegrane weryfikowane są jako walkowery 0:3 na niekorzyść drużyny wycofanej) lub jej wyniki zostają anulowane. Z rozgrywek eliminowana – i również degradowana o 2 klasy rozgrywkowe – jest drużyna, która nie rozegra z własnej winy 3 spotkań sezonu.
Kolejność w tabeli ustala się według liczby zdobytych punktów. W przypadku uzyskania równej liczby punktów przez dwie drużyny, o zajętym miejscu decydują:
a) liczba zdobytych punktów w spotkaniach bezpośrednich,
b) korzystniejsza różnica między zdobytymi i utraconymi bramkami w spotkaniach bezpośrednich,
c) przy uwzględnieniu reguły UEFA, że bramki strzelone na wyjeździe liczone są podwójnie, korzystniejsza różnica między zdobytymi i utraconymi bramkami w spotkaniach bezpośrednich,
d) korzystniejsza różnica bramek we wszystkich spotkaniach z całego cyklu rozgrywek,
e) większa liczba bramek zdobytych we wszystkich spotkaniach z całego cyklu.
W przypadku, gdy dwoma zespołami o jednakowej liczbie punktów są zespoły, których kolejność decyduje o awansie lub spadku, stosuje się wyłącznie zasady określone w punktach a, b i c, a jeżeli one nie rozstrzygną kolejności, zarządza się spotkanie barażowe na neutralnym boisku, wyznaczonym przez Wydział Gier PZPN.
Przy więcej niż dwóch zespołach przeprowadza się dodatkową punktację pomocniczą spotkań wyłącznie między zainteresowanymi drużynami, kierując się kolejno zasadami podanymi punktach a, b, c, d oraz e.
| Uczestnicy poprzedniej edycji                                                                                 | Uczestnicy poprzedniej edycji | Uczestnicy poprzedniej edycji | Uczestnicy poprzedniej edycji |
| --- | ----------------------------- | ----------------------------- | ----------------------------- |
| STD | Start Działdowo               | 1                             |                               |
| DĄB | Dąb Dąbrowa Białostocka       | 3                             |                               |
| WAR | Warmia Grajewo                | 4                             |                               |
| ZMB | Olimpia Zambrów               | 5                             |                               |
| ŁOM | ŁKS 1926 Łomża                | 6                             |                               |
| HMG | Huragan Morąg                 | 7                             |                               |
| MOL | Motor Lubawa                  | 8                             |                               |
| ELB | Olimpia 2004 Elbląg           | 9                             |                               |
| KĘT | Granica Kętrzyn               | 10                            |                               |
| KOR | MKS Korsze                    | 11                            |                               |
| MRĄ | Mrągowia Mrągowo              | 12                            |                               |
| KOL | Orzeł Kolno                   | 13                            |                               |
| Awans z IV ligi 2011/2012                                                                                     |                               |                               |                               |
| grupa podlaska                                                                                                |                               |                               |                               |
| WIS | Wissa Szczuczyn               | 1                             |                               |
| TBP | Tur Bielsk Podlaski           | 2                             |                               |
| grupa warmińsko-mazurska                                                                                      |                               |                               |                               |
| SOS | Sokół Ostróda                 | 1                             |                               |
| PŁE | Płomień Ełk                   | 2                             |                               |
| Oznaczenia: - kolumna pierwsza – skróty nazw drużyn, - kolumna trzecia – miejsce zajęte w poprzednim sezonie. |                               |                               |                               |

Objaśnienia
- Start Działdowo zrezygnował z awansu do II ligi, w związku z czym awans uzyskała Concordia Elbląg[3].

## Tabela
| Lp. | Drużyna                 | M  | Z  | R  | P  | Bramki | Bramki | Różn. | Pkt | Uwagi             | Bezpośrednio |
| --- | ----------------------- | -- | -- | -- | -- | ------ | ------ | ----- | --- | ----------------- | ------------ |
| 1   | Olimpia Zambrów (M) (A) | 30 | 19 | 4  | 7  | 59     | 20     | +39   | 61  | Awans do II ligi  |              |
| 2   | Mrągowia Mrągowo        | 30 | 19 | 2  | 9  | 54     | 34     | +20   | 59  |                   |              |
| 3   | Płomień Ełk             | 30 | 15 | 7  | 8  | 54     | 36     | +18   | 52  |                   |              |
| 4   | Olimpia 2004 Elbląg1    | 30 | 14 | 7  | 9  | 46     | 30     | +16   | 49  | Fuzja             |              |
| 5   | Wissa Szczuczyn         | 30 | 14 | 5  | 11 | 43     | 38     | +5    | 47  |                   |              |
| 6   | Start Działdowo         | 30 | 12 | 10 | 8  | 37     | 29     | +8    | 46  |                   |              |
| 7   | Sokół Ostróda           | 30 | 13 | 7  | 10 | 42     | 38     | +4    | 46  |                   |              |
| 8   | MKS Korsze              | 30 | 14 | 3  | 13 | 55     | 48     | +7    | 45  |                   |              |
| 9   | ŁKS 1926 Łomża          | 30 | 13 | 4  | 13 | 42     | 38     | +4    | 43  |                   |              |
| 10  | Dąb Dąbrowa Białostocka | 30 | 13 | 4  | 13 | 49     | 45     | +4    | 43  |                   |              |
| 11  | Huragan Morąg           | 30 | 11 | 9  | 10 | 40     | 33     | +7    | 42  |                   |              |
| 12  | Granica Kętrzyn         | 30 | 13 | 2  | 15 | 38     | 56     | −18   | 41  |                   |              |
| 13  | Tur Bielsk Podlaski     | 30 | 11 | 7  | 12 | 35     | 36     | −1    | 40  |                   |              |
| 14  | Motor Lubawa            | 30 | 8  | 6  | 16 | 38     | 55     | −17   | 30  |                   |              |
| 15  | Warmia Grajewo1         | 30 | 7  | 7  | 16 | 35     | 54     | −19   | 28  |                   |              |
| 16  | Orzeł Kolno (S)         | 30 | 1  | 2  | 27 | 15     | 92     | −77   | 5   | Spadek do IV ligi |              |

## Wyniki
| Gospodarz \ Gość        | DĄB | KĘT | HMG | ŁOM | KOR | MOL | MRĄ | ELB | ZMB | KOL | PŁE | SOS   | STD | TBP | WAR | WIS   |
| Dąb Dąbrowa Białostocka |     | 2:4 | 0:1 | 1:4 | 2:1 | 2:3 | 0:3 | 2:0 | 2:0 | 2:1 | 2:2 | 4:2   | 1:1 | 2:1 | 2:0 | 1:1   |
| Granica Kętrzyn         | 0:4 |     | 3:0 | 2:0 | 2:0 | 2:0 | 1:0 | 4:2 | 0:1 | 1:1 | 1:0 | 2:0   | 0:1 | 0:3 | 2:2 | 1:2   |
| Huragan Morąg           | 1:1 | 1:2 |     | 3:2 | 0:0 | 1:1 | 1:2 | 0:1 | 0:1 | 2:0 | 4:3 | 1:1   | 3:1 | 0:1 | 1:0 | 1:1   |
| ŁKS 1926 Łomża          | 0:3 | 2:0 | 2:0 |     | 2:0 | 1:1 | 0:3 | 0:2 | 2:2 | 3:0 | 1:2 | 3:0   | 0:3 | 2:1 | 3:0 | 1:2   |
| MKS Korsze              | 4:3 | 7:0 | 0:3 | 1:0 |     | 1:2 | 2:4 | 2:3 | 1:0 | 5:0 | 2:1 | 1:0   | 3:0 | 3:0 | 4:1 | 0:1   |
| Motor Lubawa            | 1:2 | 4:2 | 1:1 | 0:3 | 2:6 |     | 0:1 | 0:4 | 0:0 | 2:1 | 1:3 | 1:2   | 1:2 | 0:0 | 3:2 | 0:3   |
| Mrągowia Mrągowo        | 1:0 | 4:0 | 0:2 | 3:1 | 3:2 | 0:3 |     | 2:0 | 1:0 | 3:1 | 0:1 | 0:3   | 0:1 | 5:1 | 1:0 | 2:1   |
| Olimpia 2004 Elbląg     | 2:1 | 3:0 | 3:3 | 3:0 | 1:1 | 1:4 | 2:1 |     | 0:1 | 3:0 | 0:1 | 0:0   | 4:1 | 1:0 | 1:1 | 0:0   |
| Olimpia Zambrów         | 1:0 | 4:0 | 1:0 | 0:1 | 3:0 | 2:1 | 3:0 | 0:0 |     | 6:0 | 4:0 | 5:0   | 2:1 | 2:0 | 3:1 | 4:0   |
| Orzeł Kolno             | 0:1 | 1:2 | 0:4 | 0:1 | 0:2 | 1:4 | 0:3 | 0:4 | 2:3 |     | 1:4 | 0:3   | 0:2 | 2:5 | 1:5 | 0:3wo |
| Płomień Ełk             | 2:3 | 3:1 | 1:1 | 0:3 | 6:0 | 4:0 | 2:4 | 2:1 | 0:0 | 6:0 |     | 0:4   | 0:0 | 2:0 | 2:0 | 2:0   |
| Sokół Ostróda           | 3:2 | 1:0 | 0:1 | 0:3 | 0:2 | 2:1 | 1:1 | 0:2 | 2:1 | 1:0 | 1:1 |       | 0:0 | 0:0 | 2:0 | 5:1   |
| Start Działdowo         | 1:0 | 1:2 | 2:2 | 0:0 | 4:0 | 1:1 | 2:0 | 1:0 | 2:0 | 1:2 | 1:1 | 3:1   |     | 2:1 | 0:1 | 1:1   |
| Tur Bielsk Podlaski     | 1:1 | 3:1 | 1:0 | 0:0 | 2:2 | 1:0 | 1:3 | 1:2 | 1:0 | 4:0 | 0:1 | 1:1   | 2:1 |     | 0:1 | 2:1   |
| Warmia Grajewo          | 2:0 | 2:3 | 1:3 | 1:0 | 2:1 | 3:1 | 2:3 | 1:1 | 1:7 | 1:1 | 1:1 | 2:4   | 1:1 | 0:0 |     | 1:2   |
| Wissa Szczuczyn         | 3:1 | 2:0 | 1:0 | 5:2 | 1:2 | 1:0 | 1:1 | 1:0 | 2:3 | 6:0 | 0:1 | 0:3wo | 0:0 | 1:2 | 1:0 |       |

Źródło: 
Objaśnienia:
1Drużyna gospodarzy jest wymieniona po lewej stronie tabeli.
Kolory: zielony – zwycięstwo gospodarzy, żółty – remis, różowy – zwycięstwo gości.
Mistrz jesieni 2012/2013: Olimpia Zambrów
Awans do II ligi: Olimpia Zambrów
Spadek z III ligi: Motor Lubawa, Warmia Grajewo, Orzeł Kolno